# Stropešín
Stropešín település Csehországban, a Třebíči járásban. Stropešín Popůvky, Valeč, Třesov, Hartvíkovice, Dalešice és Třebenice településekkel határos. Lakosainak száma 124 fő (2024. január 1.).

## Népesség
A település lakosságának változását az alábbi diagram mutatja:
| Lakosok száma | 211  | 244  | 238  | 225  | 162  | 116  | 120  | 127  | 123  | 124  |
|               | 1869 | 1900 | 1921 | 1961 | 1980 | 2011 | 2016 | 2019 | 2021 | 2024 |